# El Romereño
El Romereño es una localidad del estado mexicano de Jalisco. Es parte del municipio de Poncitlán.

## Demografía
| Censo | Población |
| ----- | --------- |
| 2000  | 1 430     |
| 2010  | 2 182     |
| 2020  | 2 404     |